# Superintendencia Nacional de Aduanas y de Administración Tributaria
La Superintendencia Nacional de Aduanas y de Administración Tributaria (SUNAT), es un organismo técnico especializado del Perú adscrito al Ministerio de Economía y Finanzas.
De acuerdo a su de concuerdo a la ley', Ley General aprobada por Decreto Legislativo N.º 501 y la Ley 29816 de Fortalecimiento de la SUNAT, es un organismo técnico especializado, adscrito al Ministerio de Economía y Finanzas, que cuenta con personería jurídica de derecho público, con patrimonio propio y goza de autonomía funcional, técnica, económica, financiera, presupuestal y administrativa que, en virtud a lo dispuesto por el Decreto Supremo N° 061-2002-PCM, expedido al amparo de lo establecido en el numeral 13.1 del artículo 13.º de la Ley n.º 27658, ha absorbido a la Superintendencia Nacional de Aduanas, asumiendo las funciones, facultades y atribuciones que por ley, correspondían a esta entidad. 

## Sede
La SUNAT (Superintendencia Nacional de Aduanas y de Administración Tributaria) tiene como domicilio legal y sede principal en la ciudad de Lima, pudiendo establecer dependencias en cualquier lugar del territorio nacional.
La SUNAD (Superintendencia Nacional de Aduanas) tuvo su sede en el barrio de Chucuito en La Punta, debido a la cercanía al puerto del Callao.

## Historia
Fue creada el 31 de mayo de 1988 con la Ley n.º 24829 (publicada el 8 de junio de 1988), la cual la estableció como una institución pública descentralizada. Con la privatización de algunos servicios públicos en el gobierno de Alberto Fujimori, la institución pasó a tener autonomía para obtener ingresos del ámbito empresarial.

## Funciones y atribuciones de la SUNAT
Sus funciones y atribuciones de la Superintendencia Nacional de Aduanas y de Administración Tributaria son:
- Administrar, recaudar y fiscalizar los tributos internos del Gobierno Nacional, con excepción de los municipales, así como las aportaciones al Seguro Social de Salud (ESSALUD) y a la Oficina de Normalización Previsional (ONP), y otros cuya recaudación se le encargue de acuerdo a ley.
- Proponer al Ministerio de Economía y Finanzas la reglamentación de las normas tributarias y aduaneras.
- Expedir, dentro del ámbito de su competencia, disposiciones en materia tributaria y aduanera, estableciendo obligaciones de los contribuyentes, responsables o usuarios del servicio aduanero, disponer medidas que conduzcan a la simplificación de los regímenes y trámites aduaneros, así como normar los procedimientos que se deriven de estos.
- Sistematizar y ordenar la legislación e información estadística de comercio exterior, a fin de brindar información general sobre la materia conforme a Ley, así como la vinculada con los tributos internos y aduaneros que administra. Para tal función, es miembro del Grupo Consultivo en Temas Aduaneros.
- Proponer al Poder Ejecutivo los lineamientos tributarios para la celebración de acuerdos y convenios internacionales, así como emitir opinión cuando esta le sea requerida.
- Celebrar acuerdos y convenios de cooperación técnica y administrativa en materia de su competencia.
- Promover, coordinar y hacer actuar actividades de cooperación técnica, de investigación, de capacitación y perfeccionamiento en materia tributaria y aduanera, en el país o en el extranjero.
- Otorgar el aplazamiento o fraccionamiento para el pago de la deuda tributaria o aduanera, de acuerdo con la Ley.
- Solicitar, y de ser el caso ejecutar, medidas destinadas a cautelar la percepción de los tributos que administra y disponer la suspensión de las mismas cuando corresponda.
- Controlar y fiscalizar el tráfico de mercancías, cualquiera sea su origen y naturaleza a nivel nacional. Este comprende a determinados productos prohibidos de importar como animales vivos, estupefacientes y calzado.[3]
- Inspeccionar, fiscalizar y controlar las agencias de aduanas, despachadores oficiales, depósitos autorizados, almacenes fiscales, terminales de almacenamiento, consignatarios y medios de transporte utilizados en el tráfico internacional de personas, mercancías u otros.
- Prevenir, perseguir y denunciar al contrabando, la defraudación de rentas de aduanas, la defraudación tributaria, el tráfico ilícito de mercancías, así como aplicar medidas en resguardo del interés fiscal.
- Desarrollar y aplicar sistemas de verificación y control de calidad, cantidad, especie, clase y valor de las mercancías, excepto las que estén en tránsito y transbordo, a efectos de determinar su clasificación en la nomenclatura arancelaria y los derechos que le son aplicables.
- Desarrollar y administrar los sistemas de análisis y fiscalización de los valores declarados por los usuarios del servicio aduanero.
- Resolver asuntos contenciosos y no contenciosos y, en este sentido, resolver en vía administrativa los recursos interpuestos por los contribuyentes o responsables; conceder los recursos de apelación y dar cumplimiento a las Resoluciones del Tribunal Fiscal, y en su caso a las del Poder Judicial.
- Sancionar a quienes contravengan las disposiciones legales y administrativas de carácter tributario y aduanero, con arreglo a Ley.
- Ejercer los actos y medidas de coerción necesarios para el cobro de deudas por los conceptos indicados en el inciso precedente.
- Mantener en custodia los bienes incautados, embargados o comisados, efectuando el remate de los mismos cuando ello proceda en el ejercicio de sus funciones.
- Adjudicar directamente, como modalidad excepcional de disposición de mercancías, aquellas que se encuentren en abandono legal y en comiso administrativo. La adjudicación se hará a las entidades estatales y a aquellas a las que oficialmente se les reconozca fines asistenciales o educacionales, sin fines de lucro.
- Desarrollar programas de información, divulgación y capacitación en materia tributaria y aduanera.
- Editar, reproducir y publicar oficialmente el Arancel Nacional de Aduanas actualizado, los tratados y convenios de carácter aduanero, así como las normas y procedimientos aduaneros para su utilización general.
- Determinar la correcta aplicación y recaudación de los tributos aduaneros y de otros cuya recaudación se le encargue de acuerdo a ley, así como de los derechos que cobre por los servicios que presta.
- Participar en la celebración de Convenios y Tratados Internacionales que afecten a la actividad aduanera nacional y colaborar con los Organismos Internacionales de carácter aduanero.
- Crear, dentro de su competencia, administraciones aduaneras y puestos de control, así como autorizar su organización, funcionamiento, suspensión, fusión, traslado o desactivación cuando las necesidades del servicio así lo requiera.
- Ejercer las demás funciones que sean compatibles con la finalidad de la Superintendencia Nacional de Aduanas y de Administración Tributaria.

## Registro único de contribuyente
Dentro del sistema de impuestos, es obligatorio estar inscrito en el RUC dentro de los 12 meses siguientes a la fecha de inscripción de la empresa o el ingreso de este en territorio peruano. Este es accesible desde la página de la SUNAT.

## Autoridades
Dirección General de Contribuciones
- 1920 - 1925: Benjamín Avilés
- 1925: Lizardo Bartra Silva
- 1925 - 1930: Luis de Izcue

Superintendencia General de Contribuciones (1942-1969)
- 1942: Daniel Ruzzo
- 1946 - 1949: Enrique Vidal Cárdenas
- 1953 - 1955: Carlos D'Ugard Murgado
- 1955 - 1964: Luis Tola Pasquel
- 1964 - 1968: Juan Chávez Molina
- 1968: Antonio Tarnawiecky

Dirección General de Contribuciones (1969-1988)
- 1969: Coronel (r) Miguel Pierrend Meza
- 1971: Coronel EP José Villafuerte Farfán
- 1980 - 1982: Armando Zolezzi Möller
- 1984: Javier Luque Bustamante

Superintentedencia Nacional de Administración Tributaria - SUNAT (1988- actualidad)
- 1988: Alfredo Jalilie Awapara
- 01/06/1989 - 13/02/1990: Jorge Torres Aciego
- 20/08/1990 - 21/02/1991: Humberto Rivas Grados (General de Brigada (r) EP)
- 1991 - 1992: Manuel Estela Benavides
- 1992 - 1994: Sandro Fuentes Acurio
- 1994 - 1997: Adrián Revilla Vergara
- 1997 - 1998: Jorge Baca Campodónico
- 1998 - 2000: Jaime Iberico Iberico
- 2000: Enrique Díaz Ortega[6]
- 2000: Rosario Almenara Díaz de Pezo
- 2000 - 2001: Luis Alberto Arias Minaya
- 2001 - 2003: Beatriz Merino Lucero
- 2003 - 2007: Nahil Liliana Hirsh Carrillo
- 2007 - 2008: Laura Berta Calderón Regjo
- 2009 - 2010: Manuel Velarde Dellepiane
- 2010 - 2011: Nahil Liliana Hirsh Carrillo
- 2011 - 2015: Tania Lourdes Quispe Mansilla[7][8]
- 2015 - 2016: Victor Martin Ramos Chávez
- 2016 - 2018: Víctor Shiguiyama Kobashigawa
- 2018 - 2020: Claudia Liliana Concepción Suárez Gutiérrez
- 2020 - 2024: Luis Enrique Vera Castillo
- 2024 - 2024: Gerardo López Gonzales
- 2024 - presente: Víctor Mejía Ninacondor